# Atletica leggera ai Giochi della XXII Olimpiade - Getto del peso maschile
Il getto del peso ha fatto parte del programma maschile di atletica leggera ai Giochi della XXII Olimpiade. La competizione si è svolta nei giorni 28 e 30 luglio 1980 allo Stadio Lenin di Mosca.

## Presenze ed assenze dei campioni in carica
| Competizione         | Atleta      | Prestazione | Mosca 1980  |
| -------------------- | ----------- | ----------- | ----------- |
| Olimpiadi 1976       | Udo Beyer   | 21,05 m     | Presente    |
| Commonwealth 1978    | Geoff Capes | 19,77 m     | Presente    |
| Europei 1978         | Udo Beyer   | 21,08 m     | Presente    |
| Panamericani 1979    | Dave Laut   | 20,22 m     | USA assenti |
| Coppa del mondo 1979 | Udo Beyer   | 20,45 m     | Presente    |

1. ↑  Per il boicottaggio.

## La gara
Qualificazioni: Dodici atleti ottengono la misura richiesta di 19,60 metri. La miglior prestazione appartiene a Vladimir Kiselёv con 20,72 m.
Finale: Udo Beyer, il campione in carica, è l'uomo che ha vinto tutto: è il predestinato alla vittoria, come la connazionale Ilona Slupianek nella stessa specialità.
Eppure la finale gli va storta. Litiga con la pedana: sono validi solo il terzo, il quarto ed il quinto lancio, con la miglior misura a 21,06.
Invece va tutto bene al sovietico Kiselёv, che scaglia il peso oltre la fettuccia dei 21 metri ben quattro volte, con il miglior lancio a 21,35. Vince l'oro con il nuovo record olimpico.
C'è un po' di gloria anche per il connazionale Baryšnikov, ex primatista mondiale, che beffa di 2 centimetri Beyer e conquista la medaglia d'argento.

## Risultati

### Qualificazioni
Accedono alla finale gli atleti che ottengono la misura di 19,60 metri o le prime 12 migliori misure.
| Pos. | Gruppo | Atleta                | Nazionalità      | 1ª prova | 2ª prova | 3ª prova | Risultato | Note |
| ---- | ------ | --------------------- | ---------------- | -------- | -------- | -------- | --------- | ---- |
| 1    | -      | Vladimir Kiselёv      | Unione Sovietica | 20,72 m  |          |          | 20,72 m   | Q    |
| 2    | -      | Aleksandr Baryšnikov  | Unione Sovietica | 20,58 m  |          |          | 20,58 m   | Q    |
| 3    | -      | Vladimir Milić        | Jugoslavia       | 20,56 m  |          |          | 20,56 m   | Q    |
| 4    | -      | Reijo Ståhlberg       | Finlandia        | 20,53 m  |          |          | 20,53 m   | Q    |
| 5    | -      | Anatoli Yaroch        | Unione Sovietica | 20,19 m  |          |          | 20,19 m   | Q    |
| 6    | -      | Udo Beyer             | Germania Est     | 19,94 m  |          |          | 19,94 m   | Q    |
| 7    | -      | Hans-Jürgen Jacobi    | Germania Est     | 19,15 m  | 19,57 m  | 19,92 m  | 19,92 m   | Q    |
| 8    | -      | Geoff Capes           | Regno Unito      | 19,75 m  |          |          | 19,75 m   | Q    |
| 9    | -      | Hreinn Halldórsson    | Islanda          | 19,29 m  | 19,74 m  |          | 19,74 m   | Q    |
| 10   | -      | Jaromír Vlk           | Cecoslovacchia   | 19,58 m  | 19,69 m  |          | 19,69 m   | Q    |
| 11   | -      | Oskar Jakobsson       | Islanda          | 19,30 m  | x        | 19,66 m  | 19,66 m   | Q    |
| 12   | -      | Jean-Pierre Egger     | Svizzera         | 19,61 m  |          |          | 19,61 m   | Q    |
| 13   | -      | Nikola Hristov        | Bulgaria         | 17,82 m  | 18,94 m  | 19,01 m  | 19,01 m   |      |
| 14   | -      | Mohammad Al-Zinkawi   | Kuwait           | 17,15 m  | X        | 17,03 m  | 17,15 m   |      |
| 15   | -      | Bahadur Singh Chauhan | India            | 17,05 m  | 16,91 m  | 16,72 m  | 17,05 m   |      |
| -    | -      | Valcho Stoev          | Bulgaria         | x        | x        | x        | NM        |      |

### Finale
| Primatista mond. stag.le | 21,98 m | Udo Beyer      | Presente |
| Seconda misura stag.le   | 21,82 m | Brian Oldfield | Assente  |

1. ↑  Beyer è anche primatista mondiale con 22,15 m, stabilito il 6 luglio 1978.
2. ↑  Per il boicottaggio del suo Paese ai Giochi.

I migliori 8 classificati dopo i primi tre lanci accedono ai tre lanci di finale.
| Pos.    | Atleta               | Paese            | 1ª prova | 2ª prova | 3ª prova | 4ª prova | 5ª prova | 6ª prova | Misura  | Note            |
| ------- | -------------------- | ---------------- | -------- | -------- | -------- | -------- | -------- | -------- | ------- | --------------- |
| Oro     | Vladimir Kiselёv     | Unione Sovietica | 21,10 m  | 20,86 m  | 21,35 m  | 21,03 m  | 21,00 m  | x        | 21,35 m | Record olimpico |
| Argento | Aleksandr Baryšnikov | Unione Sovietica | 20,20 m  | 21,08 m  | 20,66 m  | 20,39 m  | x        | x        | 21,08 m |                 |
| Bronzo  | Udo Beyer            | Germania Est     | x        | 20,70 m  | 21,06 m  | 20,98 m  | x        | x        | 21,06 m |                 |
| 4       | Reijo Ståhlberg      | Finlandia        | 19,83 m  | x        | 20,20 m  | 19,63 m  | 20,82 m  | 20,58 m  | 20,82 m |                 |
| 5       | Geoff Capes          | Regno Unito      | 20,50 m  | x        | 19,47 m  | x        | 19,69 m  | 19,23 m  | 20,50 m |                 |
| 6       | Hans-Jürgen Jacobi   | Germania Est     | 20,32 m  | x        | 19,80 m  | 19,50 m  | x        | 20,00 m  | 20,32 m |                 |
| 7       | Jaromír Vlk          | Cecoslovacchia   | 20,24 m  | x        | 19,77 m  | 19,62 m  | 19,84 m  | 20,01 m  | 20,24 m |                 |
| 8       | Vladimir Milić       | Jugoslavia       | 20,07 m  | x        | 19,69 m  | x        | 20,06 m  | x        | 20,07 m |                 |
| 9       | Anatoli Yaroch       | Unione Sovietica | 19,63 m  | 19,93 m  | x        |          |          |          | 19,93 m |                 |
| 10      | Hreinn Halldórsson   | Islanda          | 19,55 m  | 18,99 m  | 19,16 m  |          |          |          | 19,55 m |                 |
| 11      | Oskar Jakobsson      | Islanda          | 19,07 m  | x        | x        |          |          |          | 19,07 m |                 |
| 12      | Jean-Pierre Egger    | Svizzera         | 18,25 m  | 18,26 m  | 18,90 m  |          |          |          | 18,90 m |                 |

Legenda:
- X = Lancio nullo;
- RO = Record olimpico;
- RN = Record nazionale;
- RP = Record personale.